# Коханув (Малопольське воєводство)
Коханув (пол. Kochanów) — село в Польщі, у гміні Забежув Краківського повіту Малопольського воєводства.
Населення — 362 особи (2011).

## Демографія
Демографічна структура станом на 31 березня 2011 року:
|          | Загалом | Допрацездатний вік | Працездатний вік | Постпрацездатний вік |
| -------- | ------- | ------------------ | ---------------- | -------------------- |
| Чоловіки | 178     | 28                 | 135              | 15                   |
| Жінки    | 184     | 43                 | 106              | 35                   |
| Разом    | 362     | 71                 | 241              | 50                   |